# 凯梅内旺
凯梅内旺（法語：Quéménéven，法語發音：[kemenevɛ̃]）是法国菲尼斯泰尔省沙托兰区的一个市镇。

## 地理
凯梅内旺（48°6'58"N, 4°7'12"W）面积28.21 平方千米，位于法国布列塔尼大區菲尼斯泰尔省，该省份为法国最西部的省份，位于布列塔尼半岛西部，北西南三面环大西洋，东临阿摩尔滨海省和莫尔比昂省。
与凯梅内旺接壤的市镇（或旧市镇、城区）包括：洛克罗南、卡斯特、朗德雷瓦尔泽克、普洛戈内克、普洛内韦波尔宰。

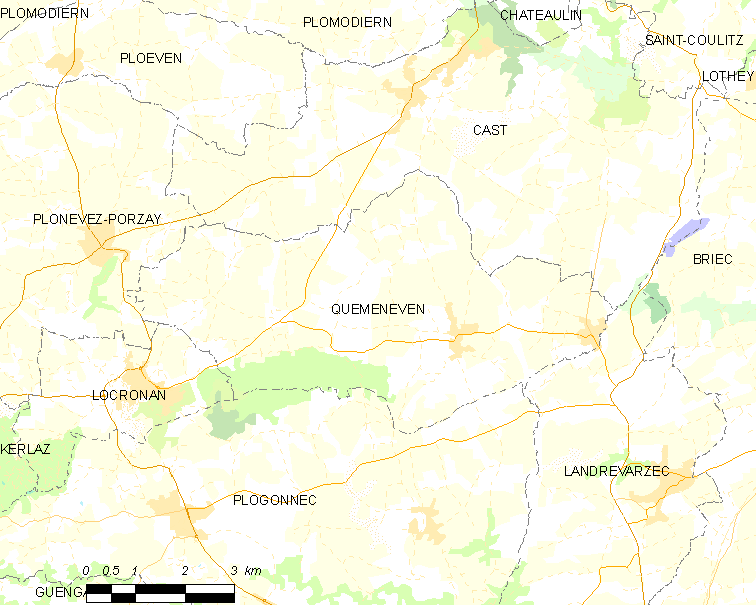
凯梅内旺的OSM定位图

凯梅内旺的时区为UTC+01:00、UTC+02:00（夏令时）。

## 行政
凯梅内旺的邮政编码为29180，INSEE市镇编码为29229。

## 政治
凯梅内旺所属的省级选区为克罗宗县。

## 人口

1962-2008年间凯梅内旺人口变化图示

凯梅内旺于2022年1月1日时的人口数量为1116人。